# Ventifact
Ventifact és la roca erosionada per l'acció de la sorra que transporta el vent (Termcat).) Aquestes estructures geomorfològiques típicament es troben en ambients amb aridesa on l'escassa vegetació no interfereix amb el transport eòlic de les partícules i on hi ha frequents vents forts i es disposa de subministrament de sorra

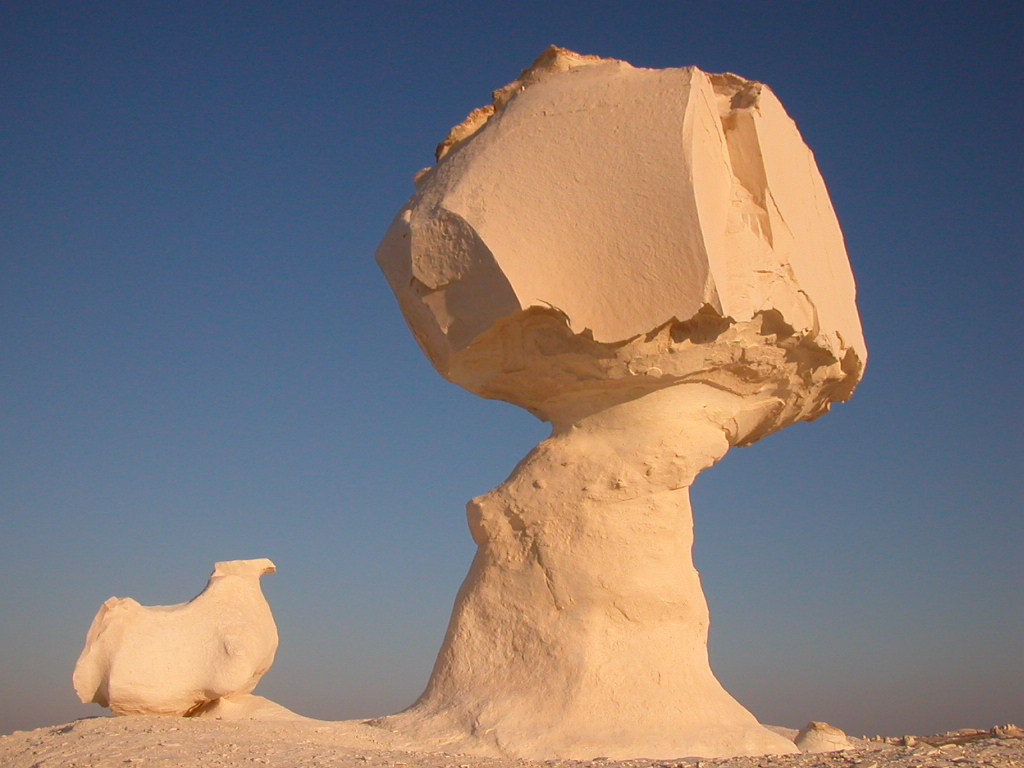
Desert Blanc, Egipte

Pedres individuals, com les que formen el paviment desèrtic, sovint queden formades i polides per abrasió de la mateixa manera que les grans roques.
Al planeta Mart hi ha l'exemple del ventifact anomenat Jake Matijevic i, també, es pot determinar la direcció del vent dominant.

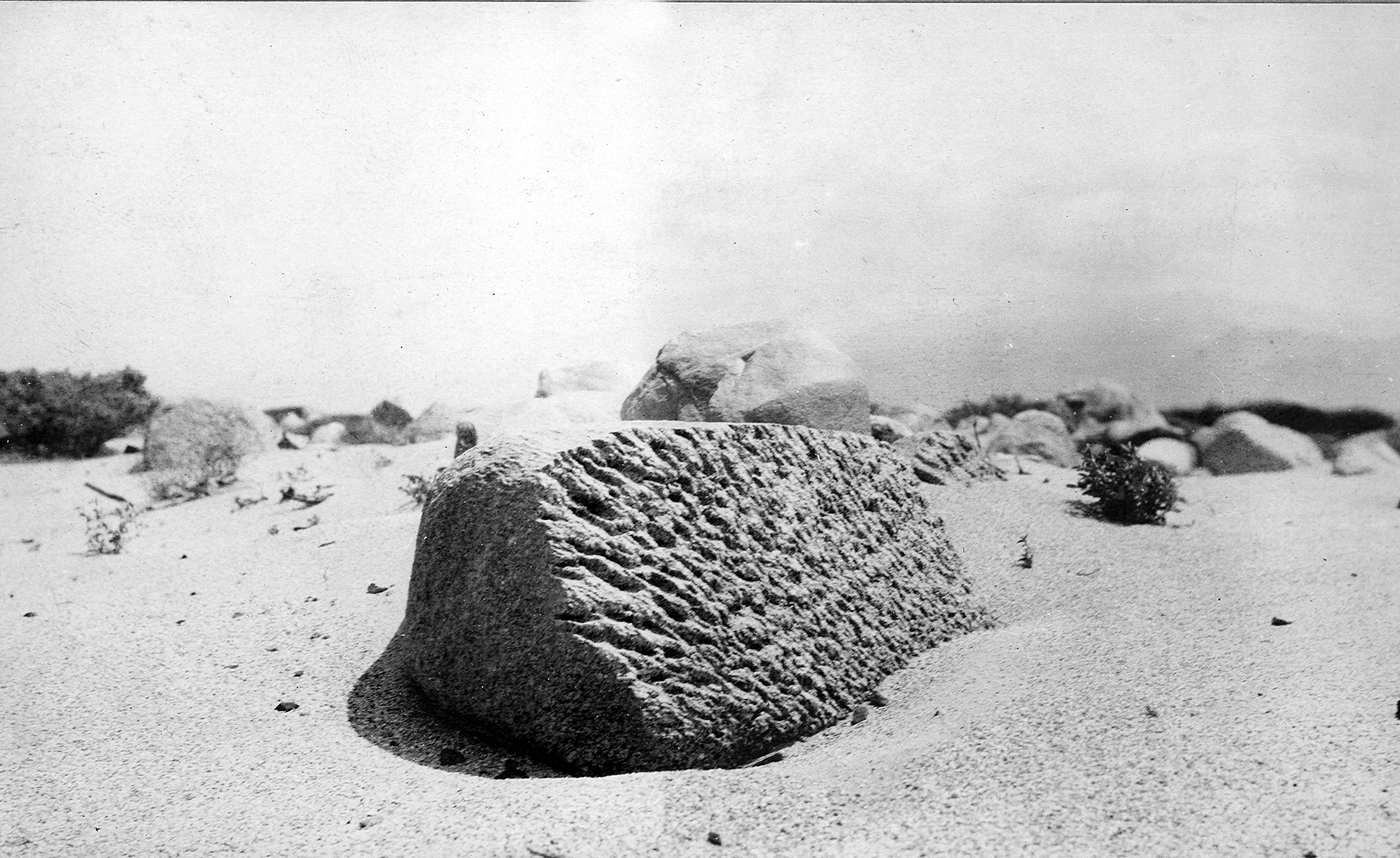
Bloc esculpit prop de Palm Springs Station, Colorado Desert. Riverside County, Califòrnia (Mendenhall, 1905)
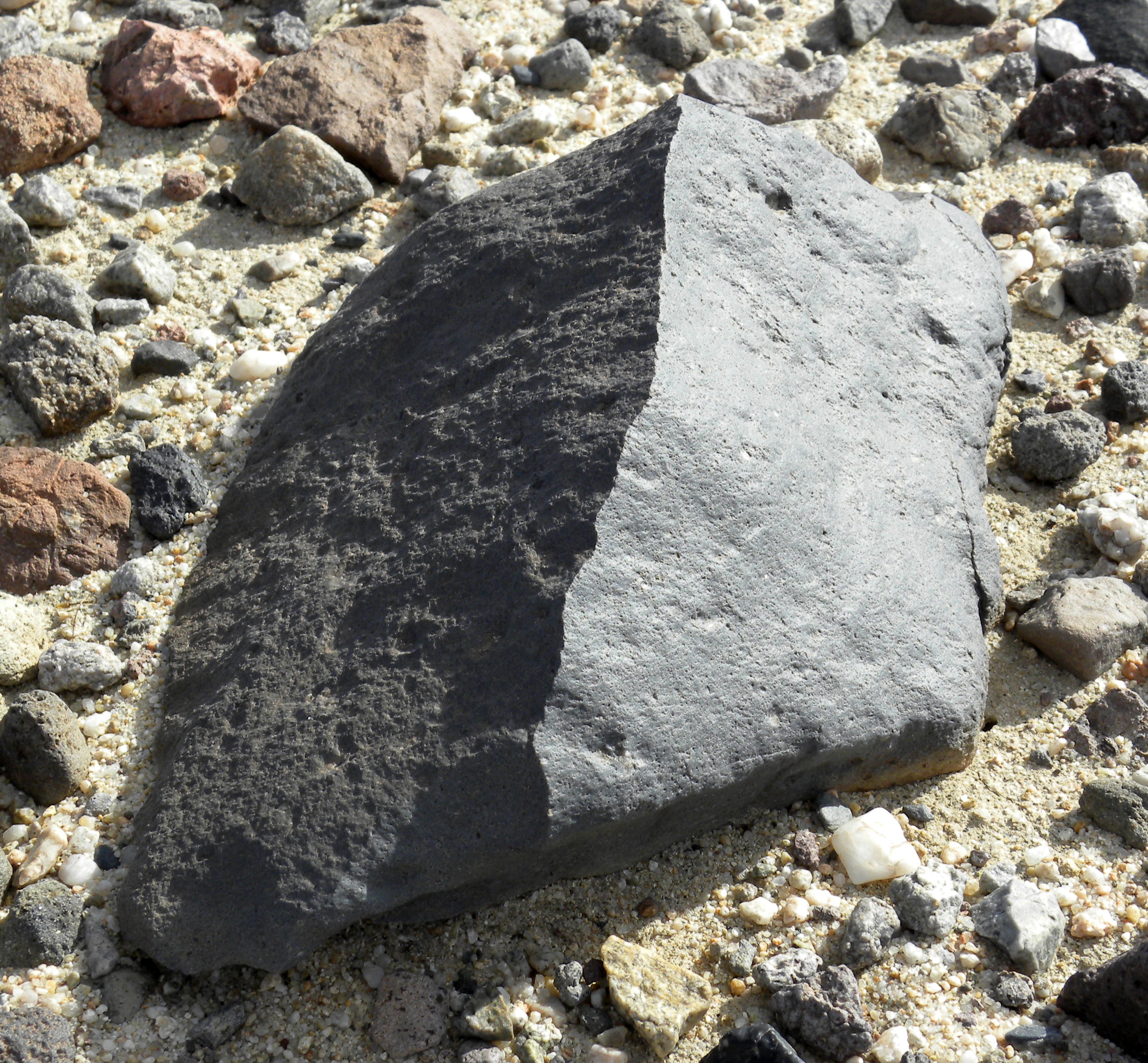
Ventifact del Desert de Mojave prop de Barstow, Califòrnia.
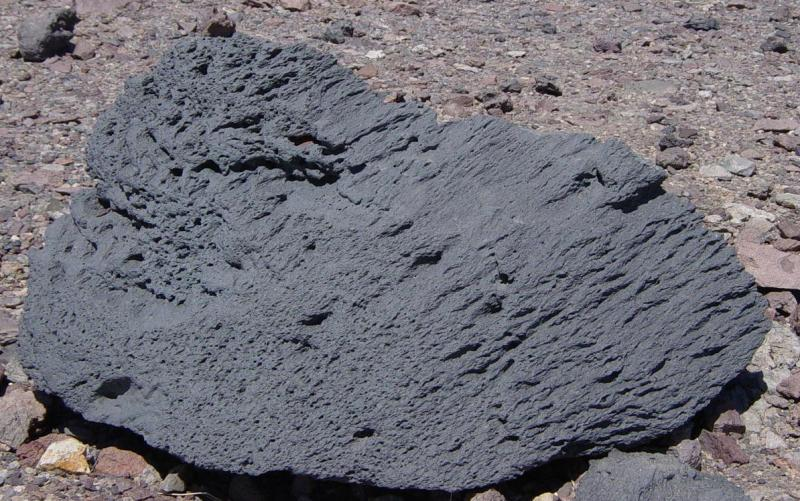
Ventifact al Ventifact Ridge a Death Valley (Mayer, 2003)
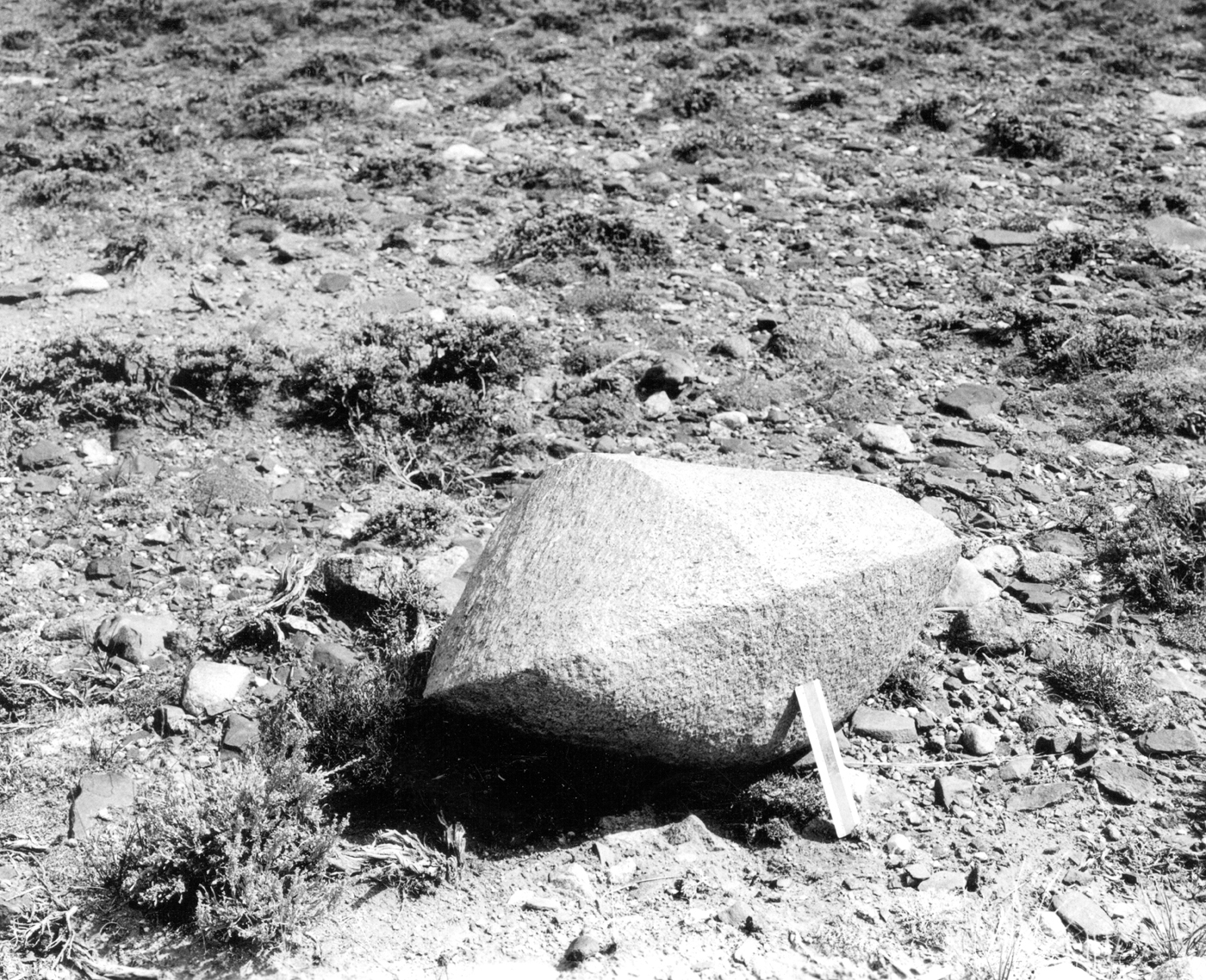
Pedra de granit polida (dreikanter), Sweetwater County, Wyoming (Bradley, 1930)
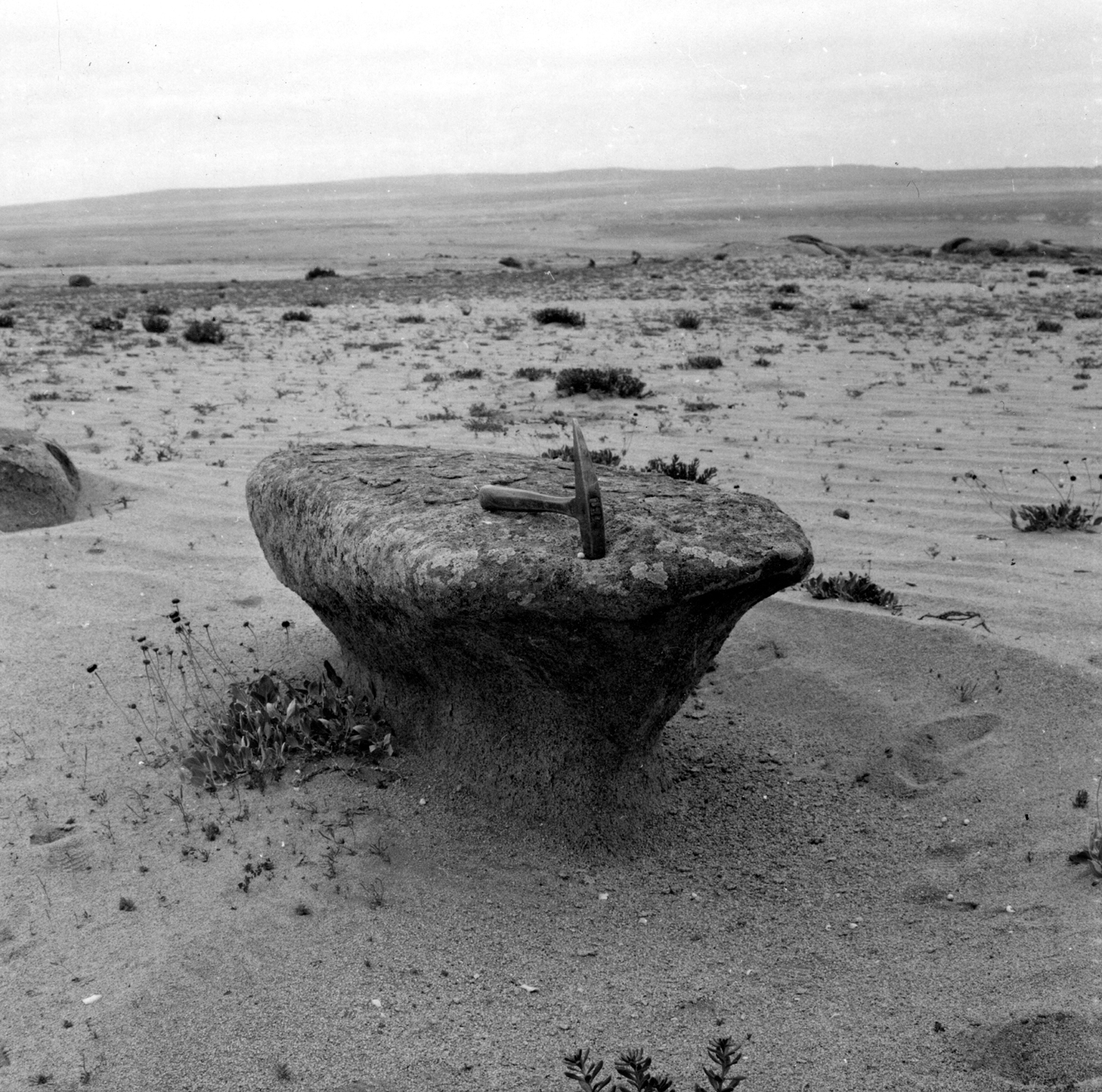
Granit a Llano de Caldera, Desert d'Atacama, Xile (Segerstrom, 1962)
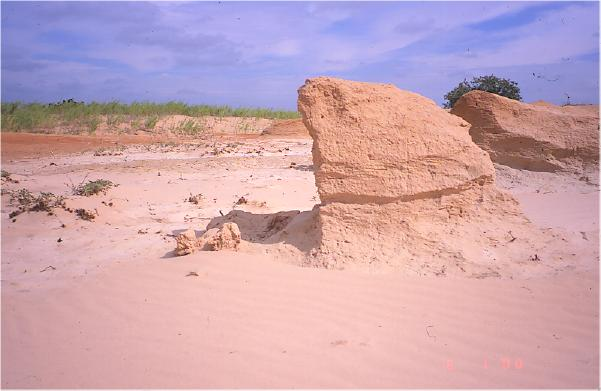
Pedra sorrenca esculpida Meadow, Texas (Stout, 2002)
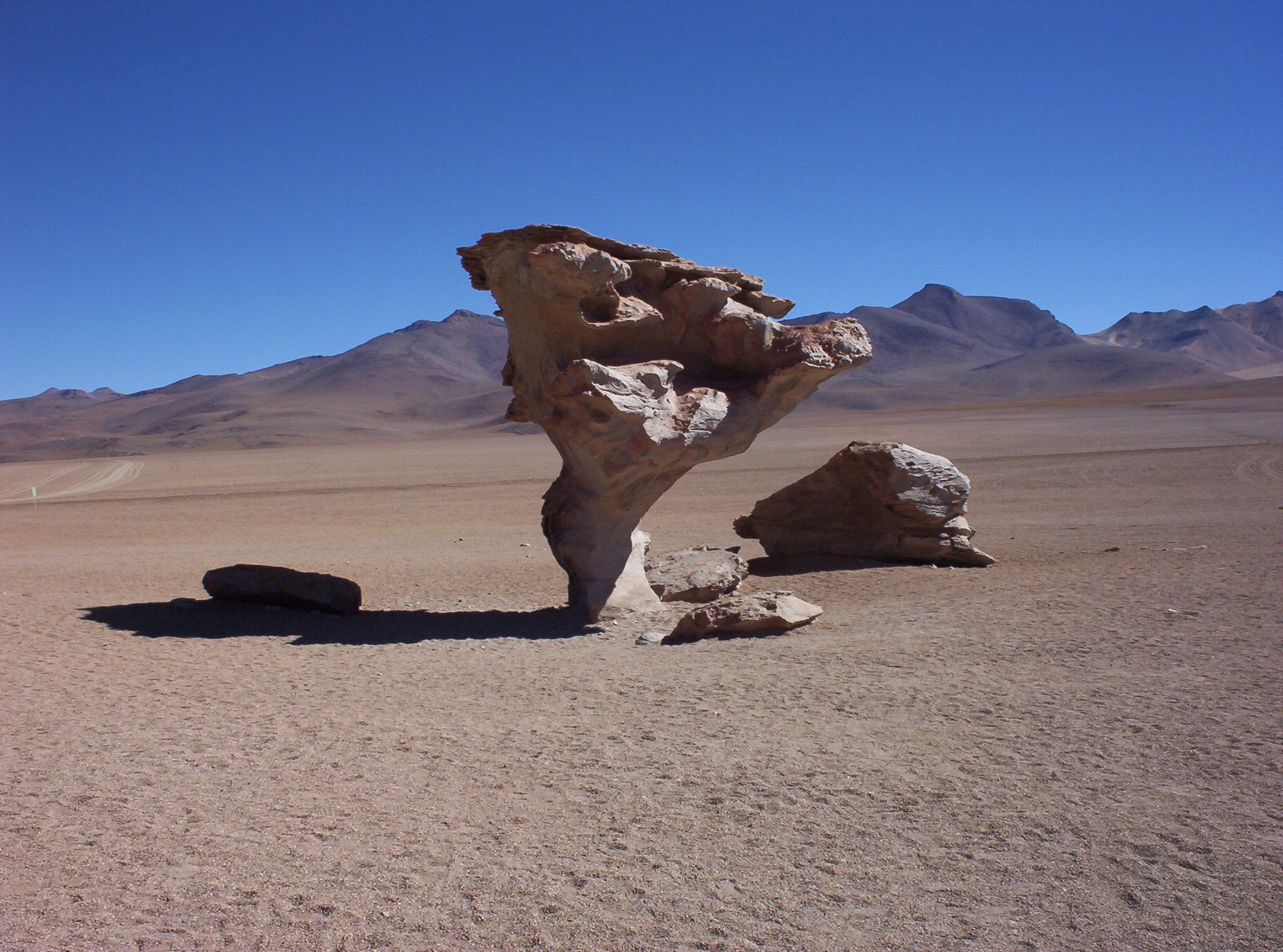
Roca a l'Altiplano de Bolívia (Wilken, 2002)
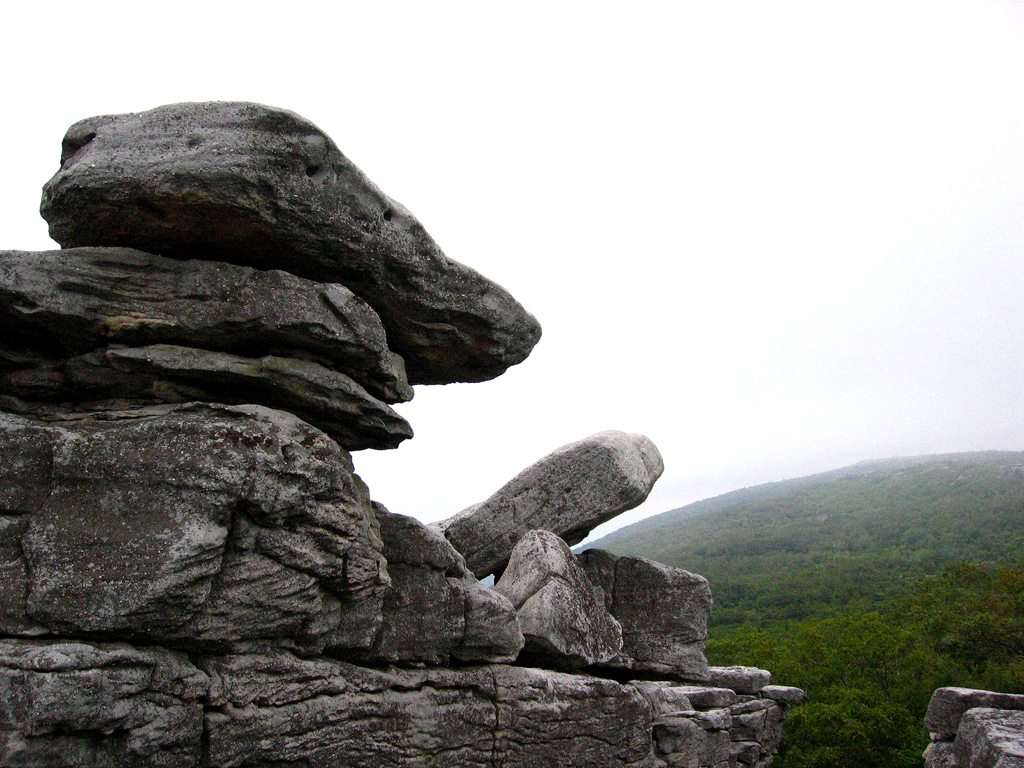
Formació de roques a Dolly Sods, Virgínia de l'Oest, EUA.